# Manuel des Castors Juniors
 (mai 2010).
Si vous disposez d'ouvrages ou d'articles de référence ou si vous connaissez des sites web de qualité traitant du thème abordé ici, merci de compléter l'article en donnant les références utiles à sa vérifiabilité et en les liant à la section « Notes et références ».
Dans l'univers de Donald Duck, le Manuel des Castors Juniors (Junior Woodchucks Guidebook dans la version originale) est un livre utilisé par les membres des Castors Juniors, organisation proche du scoutisme. Véritable encyclopédie, il contient une immense somme de connaissances diverses : construire un pont ou un bateau, échapper à un ours furieux, histoire des civilisations du monde, etc., ainsi qu'un index commode. Riri, Fifi et Loulou s'en servent très souvent dans les aventures de Donald et Picsou pour aider leurs oncles à trouver des trésors. Cependant, il ne contient pas les connaissances de base qu'un Castor Junior est censé connaître : localisation de repères géographiques célèbres (cap de Bonne-Espérance) ou tables de multiplication. Le premier manuel des castors juniors a appartenu à Clinton Ecoutum, fondateur des Castors Juniors et fils du fondateur de Donaldville.

## Histoire
Un livre anonyme ressemblant au Manuel apparaît pour la première fois dans une histoire dessinée par Carl Barks publiée en mars 1954 Les Mystères de l'Atlantide (The Secret of Atlantis), quatre ans après la création des Castors Juniors. En juin 1954, il devient le Manuel des Castors Juniors dans Des capsules pour Tralla La (Tralla La) où Picsou et ses neveux explorent l'Asie centrale à la recherche d'un endroit tranquille pour Picsou. L'ouvrage devient la solution aux problèmes de messages obscurs ou en langue ancienne disparue ; il permet à Barks d'inclure des éléments historiques dans ses chasses aux trésors légendaires, connaissances qu'il avait accumulées en lisant la revue National Geographic. Il s'est également inspiré du Guide du scoutisme de Robert Baden-Powell.
Dans ses histoires, Don Rosa a donné une origine au Manuel dans Les gardiens de la bibliothèque perdue (The Guardians Of The Lost Library) de 1993 : issue des principales connaissances de plusieurs civilisations du pourtour méditerranéen depuis celle d'Alexandrie. Retrouvé par Cornélius Écoutum, fondateur de Donaldville, il est légué à son fils Clinton Écoutum qui fonde les Castors Juniors ; ceux-ci en deviennent les gardiens et refuseront toujours de laisser un non-Castor y toucher, encore moins le lire.
Don Rosa ajoute une note humoristique dans les utilisations du Manuel, s'amusant du rôle de deus ex machina que constitue l'ouvrage. Par exemple, quand un scientifique rencontré par Picsou et ses neveux est stupéfait par l'amoncellement de connaissances (qu'il ne connaissait parfois pas) dans un si petit livre, Picsou ou Donald adopte une posture et un ton de banalité devant le fait : « Oui, je sais, c'est énervant »....
Dans le Trésor de Crésus (The Treasury Of Croesus) de 1995, l'auteur fait récompenser un des jeunes neveux par ses frères d'une médaille « lecture rapide ; section des langues anciennes ; sous-section : lydien » qu'il a accompli dans un temple s'écroulant, à l'aide du Manuel. Chez ce même auteur, la seule fois où le Manuel n'a pas la réponse est dans Une lettre de la maison (A Letter From Home) de 2004 : il ne donne pas l'ordre de préséance des fondateurs de l'Ordre du Temple, provoquant l'exclamation de Fifi : « Je ne pensais pas voir ça, de mon vivant ! ».
Le Manuel des Castors Juniors constituerait selon les auteurs l'idéal d'une encyclopédie complète et disponible en toute situation.

## Éditions réelles
Une version réelle du manuel (Manuale delle Giovani Marmotte) fut publiée pour la première fois en Italie en 1969 par Mondadori et fut traduite dans plusieurs pays. Les auteurs étaient Elisa Penna (1930-2009, créatrice de Fantomiald), Giovan Battista Carpi, Gaudenzio Capelli (1929), Franco Marano et Adriana Cristina. Le manuel sera rapidement suivi par d'autres volumes et d'autres livres de la même collection comme Le manuel de Picsou, Le manuel de Géo Trouvetou, et Les Bonnes Recettes de Grand-mère Donald. Ces ouvrages traitent de sujets variés comme la vie en plein air, la préservation de la nature, l'alimentation et la magie,. Aux États-Unis, Gold Key Comics publie une version du Manuel des Castors Juniors en 1973. Le premier tome français porte comme devise : « Réponse à tout... ou presque ! ». Une réédition italienne de ce manuel a été publiée par Giunti en 2015 puis en 2020.

### France

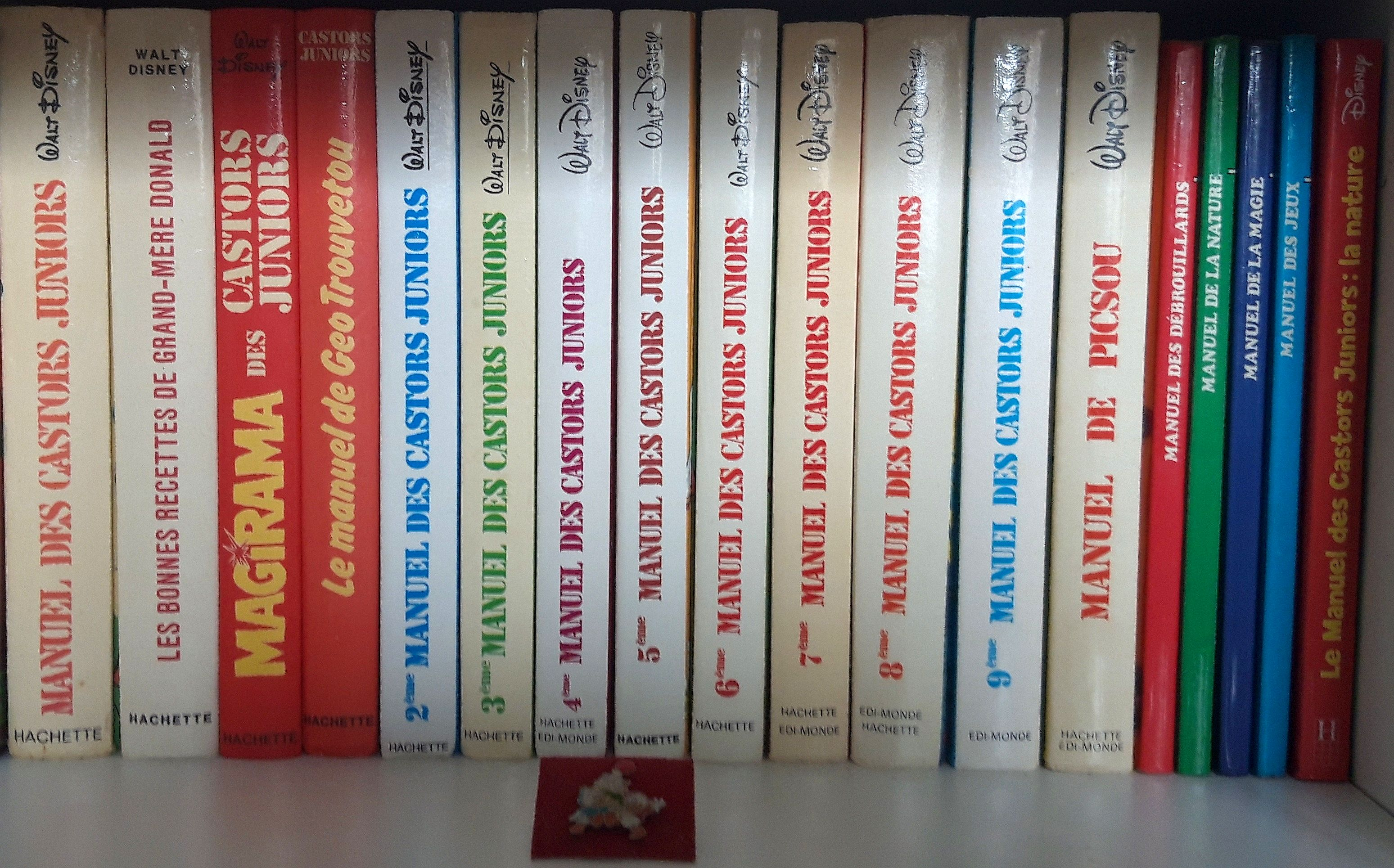
Castor Junior pockets.

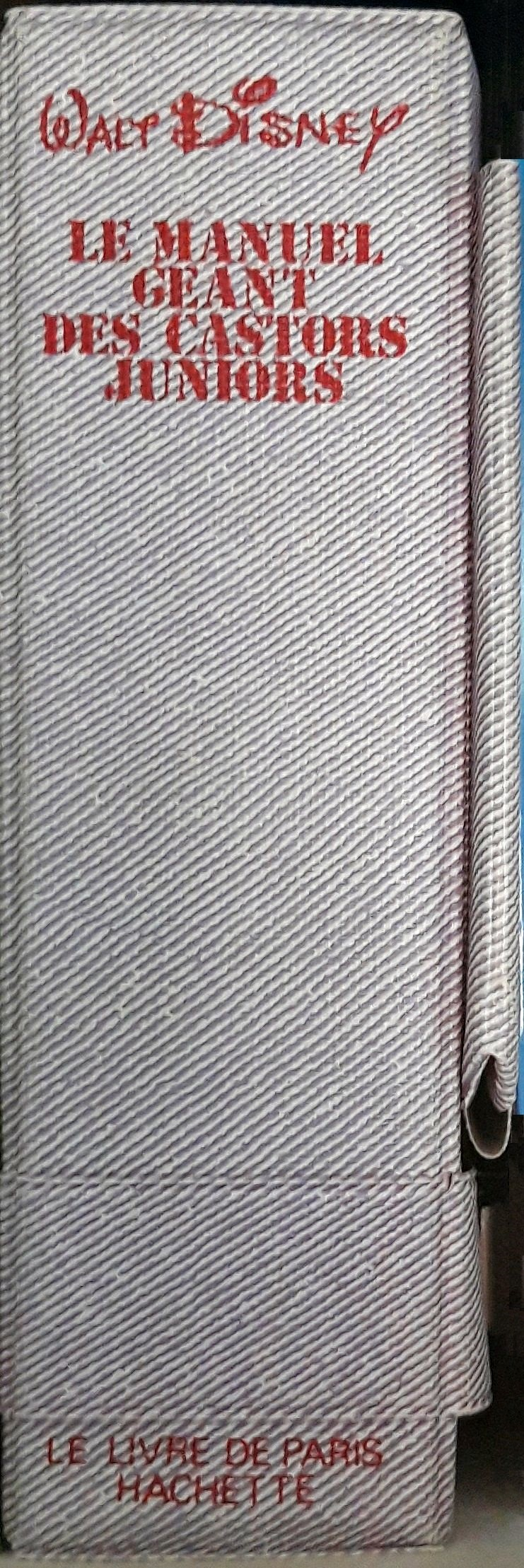
Le manuel géant avec son carnet, son crayon, et sa fermeture (1976).

En France, il existe au moins neuf tomes d'un Manuel des Castors Juniors, coédités par Hachette et Édimonde (éditeur français de Disney). Chaque volume est au format de poche (13 x 19 cm).
Liste partielle publiée dans Les Trésors de Picsou 13.
- Tome 1 : Sujets divers, 1970, 189 p., (BNF 43419876) (nouvelle édition avec le supplément « Ouvrez l'œil », 253 p. en 1975 et une autre en 1977) ;
- Tome 2 : Sujets divers, 1975, 189 p.,  (ISBN 2010019717) (documentation Yvan Delporte) ;
- Tome 3 : Spécial nature (flore, faune), 1977, 188 p.,  (ISBN 2010025466) (documentation Yvan Delporte) ;
- Tome 4 : Sujets divers, 1978, 189 p.,  (ISBN 2733300571) (selon les éditions européennes, le poème de la page 22 est différent, If par Rudyard Kipling) ;
- Tome 5 : Sujets divers, 1979, 189 p.,  (ISBN 2010067215) ;
- Tome 6 : Spécial sports, 1980, 189 p.,  (ISBN 2010069528) ;
- Tome 7 : Sujets divers, 1981, 192 p.,  (ISBN 2733300164) et édition 1985, 160 pages  (ISBN 2733302000) (une réédition raccourcie à 160 pages en 1985) ;
- Tome 8 : Nature (végétaux, fleurs), 1981, 189 p.,  (ISBN 2733300490) ;
- Tome 9 : Sujets divers (de abeille à zodiaque), 1983, 191 p.,  (ISBN 2733301020).

Dans la même collection, on trouve également :
- Les bonnes recettes de grand-mère Donald (Manuale di Nonna Papera), Hachette, 1972, (BNF 35141153) (réédition sous le nom 200 recettes de grand-mère Donald en 1978);
- Magirama des Castors Juniors (adapté du Manuale di Paperinik, cf infra), éd. Hachette, 189 p., 1974,  (ISBN 2010008332) ;
- Manuel de Géo Trouvetou (Manuale di Archimede), 1974, 187 p.,  (ISBN 2010017382) et édition 1981  (ISBN 2733300296) ;
- Manuel de Picsou, 1985 (Manuale di Paperone, 1983).

Des éditions ultérieures reprennent les fondamentaux de la série initiale, dont :
- Manuel géant des Castors Juniors, 1976 (Hachette et le Livre de Paris), 639 p. (Reprise dans le désordre du contenu des trois premiers manuels, il existe trois couleurs de couvertures différentes, avec une serrure et une dont la couverture mobile incluait aussi une boussole),  (ISBN 224500485X) ;
- Manuel de Géo Trouvetou - Sciences et inventions, 1995, 156 p. ;
- Tome 1 : Manuel des Castors Juniors : En route pour le plein air, 1996, 156 p. (BNF 34346636) ;
- Tome 2 : Manuel des Castors Juniors : Le guide à malices, 1996, 156p.  (ISBN 2230006037) ;
- Tome 3 : Manuel des Castors Juniors : Le guide de la nature, 1998, 156p.  (ISBN 2230008676) ;
- Tome 4 : Manuel des Castors Juniors : Le guide de la magie, 1999, 154p.  (ISBN 2230009478) ;
- Tome 5 : Manuel des Castors Juniors : Tout sur le ciel, 2000, 156p.  (ISBN 2230010867) ;
- Tome 6 : Manuel des Castors Juniors : L'alimentation, 2001, 156p.  (ISBN 2230012355) ;

Des livres-disques :
- Les Castors Juniors toujours prêts, 1976 ;
- Les Castors Juniors détectives, 1976.

Autres manuels existants :
- Manuel des Castors Juniors 2001 (supplément du Picsou Magazine n° 349), 2001 ;
- Manuel des Castors Juniors - La nature, 2007 ;
- Manuel des Castors Juniors 2011 (supplément de Picsou Magazine n° 469), 2011 ;
- Le véritable et authentique manuel des Castors Juniors, 2012 (imprimé en Chine, édition en noir et blanc ; contenu du manuel de 1970) ;
- Le véritable et authentique manuel des Castors juniors, 2018 (édition couleur, 256 pages, format 12,50 x 18,80 x 2,50 cm, éditeur Hachette Pratique, parution le 10/10/2018)

### Inédits en France
- Manuel de Fantomiald (Manuale di Paperinik, 1972, Italie, Mondadori), devenu en France le Magirama des Castors Juniors, car le personnage de Fantomiald était alors peu connu en France. Quelques pages ont été réécrites pour mieux expliquer des tours de magie, et tous les dessins de Fantomiald ont été remplacés par des dessins de Donald pour la France. Il était fourni avec un jeu de cartes à jouer détachables, représentant des personnages Disney, pour réaliser les tours de magie.
- Manuel de Riri, Fifi et Loulou (Manuale di Qui Quo Qua, 1988, Italie, Mondadori), devenu le 5e Manuel des Castors Juniors.
- Manuel du Grand Mogol (Manuale del Gran Mogol, 1982, Italie, Mondadori), illustré par les personnages des Castors Juniors et de leur chef le Grand Mogol.
- Manuel de madame Mim et de Miss Tick (Manual da Maga & Min, 1973, Brésil, Abril), réédité en 2016. Au Brésil, plusieurs autres manuels ont été édité inédits, mais avec un contenu inégal.